# The God of High School
The God of High School (кор. 갓 오브 하이 스쿨, Кат Обы Хаи Сыкхуль) — южнокорейская сетевая манхва, созданная Ёндже Пак. Она выходит с 8 апреля 2011 года на платформе Naver Webtoon. Отдельные главы были собраны в сборник и изданы Imageframe под лейблом Root в виде одного тома на апрель 2020 года. The God of High School официально переводится на английский LINE Webtoon с 2014 года.
На основе манхвы были выпущены также мобильная игра и короткая OVA, вышедшая на диске с саундтреком игры. Японская студия MAPPA сняла аниме-сериал, его премьера состоялась 6 июля 2020 года.

## Сюжет
Когда-то люди, демоны и боги жили вместе на Земле. Боги даровали свои силы людям, создав систему «одолженных сил», чтобы те могли защищаться от демонов. Вскоре после поражения демонов боги разделили мир на три: мир людей, где живут люди, мир мудрецов, также известный как мир демонов или мир даосизма, где живут мифологические создания вроде драконов, фениксов и духов, и мир небес, где обитают боги из разных мифологий, такие как Нефритовый император, архангел Михаил или Геракл. Даже после разделения миров люди могут использовать одолженные силы, но им запрещено атаковать богов.
Главным героем истории является Мори Джин, 17-летний мастер боевых искусств из Сеула. Его приглашают принять участие в турнире под названием «Бог старшей школы», в котором принимают участие старшеклассники со всей Южной Кореи сначала на региональном, а затем и на национальном уровне, чтобы в итоге выбрать троих для участия в мировом турнире. Призом турнира становится исполнение желания победителя, за что будет отвечать подозрительная корпорация-организатор, никаких вопрос к тому, что это за желание.
В ходе соревнования Мори встречает мастеров разных видов боевых искусств, которые используют не только свои силы, но и одолженные у богов. В ранних турах он побеждает двух гениев: эксперта карате Тэви Хана и шпажистки Миры Ю, с которыми позже начинает дружить и составляет одну команду в поздних раундах.

## Персонажи
Мори Чин (кор. 진모리, Чин Мори)
Сэйю: Тацумару Татибана
Беззаботный 17-летний мастер боевых искусств из Сеула, практикующий вымышленный вид тхэквандо под названием «Обновленное тхэквандо» (кор. 리뉴얼 태권도, англ. Renewal Taekwondo) или сокращенно «ре-тхэквандо». Он участвует в турнире, чтобы иметь возможность сразиться с сильными соперниками и вновь встретиться со своим дедом Тхэджином Чин. Позже он становится известен как истинный боец, который не использует одолженные силы, хотя на деле он настолько силен из-за того, что на деле он Чечхондэсон, мифический герой из «Путешествие на Запад».
Тэви Хан (кор. 한대위, Хан Тэви)
Сэйю: Кэнтаро Кумагай
17-летний мастер боевых искусств из Сеула, практикующий кёкусин карате. Тэви с самого начала представляется в качестве много работающего молодого человека, зарабатывающего деньги на оплату больничных счетов друга, у которого неизлечимая форма рака. Он участвует в турнире, желая вылечить друга от этой болезни. Его одолженная сила — от хэтхэ, мифического корейского существа, способного контролировать воду для защиты, атаки или придания элемента воды атакам.
Мира Ю (кор. 유미라, Ю Мира)
Сэйю: Аяка Охаси
17-летняя фехтовальщица из Сеула, 25-й мастер вымышленного мечевого стиля «Меч лунного света» (кор. 월강도), фокусирующегося на сильных, но плавных атаках. Изначально присоединяется к турниру, чтобы найти будущего мужа, достойного помочь ей с продолжение рода школы. Одолженная сила Миры — древнего китайского генерала Люй Бу, что позволяет ей усиливать способности и призывать красного коня — Красного зайца, легендарного скакуна Люй Бу.
Ильпхё Пак (кор. 박일표, Пак Ильпхё)
Сэйю: Коки Утияма
Один из основных второстепенных персонажей. 18-летний участник турнира. Он представлен, как использующий логику и расчёты боец, использующий вымышленную школу традиционного корейского вида боевых искусств тхэккён под названием «ссамсу-тхэккён». Ильпхё позже становится союзником Мори. Его одолженная сила от кумихо, девятихвостого лиса из восточной мифологии.
Сынчхоль Пэк (кор. 백승철, Пэк Сынчхоль)
Сэйю: Юя Утида
18-летний участник турнира, использующий в сражениях металлическую биту. Сынчхоль обладает интеллектом гения и отличной физической формой. Это делает его стиль боя нестандартным и непредсказуемым.
Кальтхэк Че (кор. 제갈택, Че Кальтхэк)
Сэйю: Кэндзиро Цуда
Главный противник в первой и второй сюжетных арках. Был в детстве продан матерью председателю крупной корпорации, планирующему сделать из него своего наследника. Вырос с уверенностью, что «кто сильнее, тот и прав». Его считают монстром как противники, так и союзники, из-за его жестокого стиля боя и отношения ко всем остальным, как к мусору. Единственное исключение из этого — Ильпхё Пак, так как он был единственным, кому удалось ранее победить его. Его одолженная сила — «жадность», позволяющая похищать силы других бойцов.
Тхэджин Чин (кор. 진태진, Чин Тхэджин)
Приёмный дед главного героя Мори. Тхэджин в состоянии победить богов, используя лишь боевые искусства. Его неприятие одолженных сил сделало его целью многих секретных организаций. Он является создателем и единственным мастером ре-тхэквандо, которому он обучил Мори.
Муджин Пак (кор. 박무진, Пак Муджин)
Сэйю: Дайсукэ Намикава
Главный противник героя. Член национального собрания Республики Корея, он в ответе за проведение турнира. Его план заключается в приобретении силы, с помощью которой он сможет создать новый мир. Его одолженная сила называется «Рука Лонгина», её проявление — два креста на его руках. Оно позволяет ему контролировать гравитацию и создавать защитный барьер. Название вдохновлено именем римского солдата, проткнувшего бок распятого Иисуса.

## Производство
Ёндже Пак учился по специальности «Мультипликация» в Сунчхонском национальном университете. Вдохновляемый боевиками и «Жемчугом дракона», Пак дебютировал с манхвой «Tough Guy» (쎈놈), публиковавшейся на Naver Webtoon с 2008 до 2009 годах. Эта манхва, действие которой разворачивалось в родном городе автора Сунчхон, была хорошо принята и вдохновила его на создание «100% полностью нереального экшена», где школьники со всего мира соревновались бы за то, чтобы стать «богом старшей школы».

## Медиа

### Манхва
Выпуск манхвы начался 8 апреля 2011 года на цифровой платформе Naver Webtoon компании Naver. Первый печатный том был выпущен издательством Imageframe под лейблом Root 31 января 2017 года. The God of High School был одним из первых вебтунов, получивших официальный перевод на английский от LINE Webtoon в июле 2014 года.

#### Список томов
| №  | Дата публикации     | ISBN                   |
| -- | ------------------- | ---------------------- |
| 01 | 31 января 2017 года | ISBN 978-8-96-052321-0 |

### Игра
14 августа 2014 года YD Online объявила о приобретении прав на The God of High School для разработки игры на основе вебтуна. Мобильная ролевая игра под названием God Of High School (갓 오브 하이스쿨) вышла в 2015 году. В июне 2015 года количество ее скачиваний превысило 1 миллион в Google Play.
3D мобильная ролевая игра под названием 2016 The God Of High School (2016 갓오브하이스쿨), разработанная SN Games, вышла 19 июля 2016 года. Мори Чин был озвучен в ней Суджин Каном, известным как голос Луффи из One Piece.
Персонажи The God of High School также появились в кросс-вебтунной ролевой Hero Cantare, выпущенной в 2019 году, вместе с персонажами из таких произведений, как Tower of God и Hardcore Leveling Warrior. Кроме того Мори Чин, Мира Ю и Ильпхё Пак являются игровыми персонажами в компьютерной игре Lost Saga I.O. Entertainment.
Музыкальный клип на музыку из игры в исполнении Юнхи, опубликованный на Youtube, на июль 2020 года собрал 7 млн просмотров.

### Аниме
Аниме-сериал был анонсирован в феврале 2020 года. Студия MAPPA занимается анимацией, а Sola Entertainment отвечает за управление производством. Режиссёром выступает Сонху Пак, за сценарий отвечает Киёко Ёсимура, дизайн персонажей — Манабу Акита, а музыку — Ариса Окэхадзама. Crunchyroll входит в производственный комитет сериала. Начальная тема «Contradiction feat. Tyler Carter», исполненная KSUKE, а завершающая — «WIN.» группы CIX.
Премьера аниме прошла 6 июля 2020 года на телеканалах Tokyo MX, AT-X и AbemaTV в Японии, и на Aniplus и Naver Series On в Южной Корее.

## Критика
В превью аниме критики Anime News Network отмечают зрелищные битвы уже в первой серии, качественную их постановку и режиссуру, а также плавную анимацию. Сюжет, впрочем, до визуальной составляющей не дотягивает, так как большая часть отдана экшену и сюжетная информация минимальна. Комедийная часть напоминает такие работы 2000-х как Soul Eater и Excel Saga. Аниме попало в список наиболее приглянувшихся критикам премьер сезона.